# La Chapelle-Vendômoise
La Chapelle-Vendômoise là một xã thuộc tỉnh Loir-et-Cher trong vùng Centre-Val de Loire miền trung nước Pháp.